# ピッツバーグ交響楽団
ピッツバーグ交響楽団（Pittsburgh Symphony Orchestra）は、ペンシルベニア州ピッツバーグを拠点とする、アメリカ合衆国の主要なオーケストラの一つ。

## 概要
1895年にピッツバーグ芸術協会によって設立され、翌年に最初の演奏会を行なった。初代の首席指揮者はフレデリック・アーチャーであり、合奏力の強化のために、彼によってボストン交響楽団から多くの人材が引き抜かれた。アーチャーが1898年に離任すると、後任指揮者はヴィクター・ハーバートが務めたが、1904年にエーミール・パウアと交替した。この時期から、国外の著名な客演指揮者を招くようになり、エドワード・エルガーやリヒャルト・シュトラウスもその名を連ねている。しかし、1910年に財政難を理由に解散された。
1926年、ピッツバーグ交響楽団は再結成された。それに際して、楽団員は無報酬で事前のリハーサルを行い、翌年の定期演奏会を行なうことができるように、資金を拠出し合った。1937年には短い間ではあったが客演指揮者としてオットー・クレンペラーが参加し、楽団の再建につくした。
ピッツバーグ交響楽団を国際的水準のオーケストラに引き上げたのは、1938年から1948年まで音楽監督を務めたフリッツ・ライナーである。オーケストラ・ビルダーとしても知られるライナーは厳しい指導によって楽団を磨き上げるとともに、大量の録音をおこなってピッツバーグ交響楽団の名声を世界的なものとした。
また、1952年から24年間音楽監督を務めたウィリアム・スタインバーグの指導力のもと、楽団は芸術的にも財政的にも無比の安定度に到達した。その後、アンドレ・プレヴィン、ロリン・マゼール、マリス・ヤンソンスと続き、2008年からはマンフレート・ホーネックが音楽監督を務める。
長らくオークランド地区（カーネギーメロン大学・ピッツバーグ大学などがある学園地区）のシリア・モスク（Syria Mosque）と呼ばれたビルを本拠地としていたが、1971年9月からはダウンタウンのロウズ・ペン・シアター（Loew's Penn Theater）を、ハインツ社のH.J.ハインツ2世（H.J. Heinz II）の資金によって改修後ハインツ・ホール（Heinz Hall）と改称された所を本拠地としている。
2004年に、アメリカ合衆国のオーケストラとしては初めて、ローマ教皇に御前演奏を行なった。おそらくヨハネ＝パウロ2世が最後に耳にした、国際的水準のオーケストラだったかもしれない。マーラーの《交響曲 第2番「復活」》を中心とするプログラムで、ヨハネ＝パウロ2世は個人的にアンコールを所望したという。

## 歴代音楽監督・首席指揮者等
- フレデリック・アーチャー(1895-1898)
- ヴィクター・ハーバート(1898-1904)
- エーミール・パウア(1904-1910)
- エリアス・ブリースキン(1926-1930)
- アントニオ・モダレッリ(1930-1937)
- オットー・クレンペラー(1937)　客演指揮者
- フリッツ・ライナー(1938-1948)
- ヴィクトル・デ・サバタ(1948-1952) 客演指揮者
- ウィリアム・スタインバーグ(1952-1976)
- アンドレ・プレヴィン(1976-1984)
- ロリン・マゼール(1984-1988) 音楽顧問、(1988-1996) 音楽監督
- マリス・ヤンソンス(1997-2004)
- アンドルー・デイヴィス (指揮者)・芸術顧問、ヤン・パスカル・トルトゥリエ・首席客演指揮者、マレク・ヤノフスキ・特権客演指揮者待遇　(2005-2008)
- マンフレート・ホーネック (2008-)[6][7]